# Quercus ichnusae
Quercus ichnusae là một loài thực vật có hoa trong họ Cử. Loài này được Mossa, Bacch. & Brullo miêu tả khoa học đầu tiên năm 1999.